# Lis Ahlmann
Mathilde Elisabeth "Lis" Ahlmann, född 13 april 1894 i Århus, död 15 januari 1979, var en dansk textilkonstnär.
Lis Ahlmann började som väverska och arbetade utifrån dansk allmogetradition, men kom senare att i samarbete med möbelarkitekter skapa en rik och formmässigt stramt behärskad produktion av inredningstextilier. Hon var en av grundläggarna av den moderna danska textilkonsten.
Lis Ahlmann fick C.F. Hansen-medaljen 1978.